# マルメ・アリーナ
マルメ・アリーナ（Malmö Arena）はスウェーデンのマルメにある多目的アリーナ。

## 概要
マルメ・アリーナはマルメ・アイススタディオンの代わりとして2008年11月にオープン。主にアイスホッケー、ハンドボールの試合が中心で、2011年世界男子ハンドボール選手権が行われた。
また、メロディーフェスティバーレンでは準決勝4が開催されている。また2011年と2012年にフロアボールのスーパーリーグのプレーオフが開催された。2013年にはユーロビジョン・ソング・コンテストの開催された。2024年も開催。